# Бенон
Бено́н (фр. Benon) — коммуна во Франции, находится в регионе Пуату-Шарант. Департамент коммуны — Шаранта Приморская. Входит в состав кантона Курсон. Округ коммуны — Ла-Рошель.
Код INSEE коммуны — 17041.

## Население
Население коммуны на 2010 год составляло 1010 человек.
| 1962 | 1968 | 1975 | 1982 | 1990 | 1999 | 2010 |
| ---- | ---- | ---- | ---- | ---- | ---- | ---- |
| 514  | 504  | 416  | 400  | 426  | 514  | 1010 |

## Экономика
В 2010 году среди 590 человек трудоспособного возраста (15—64 лет) 500 были экономически активными, 90 — неактивными (показатель активности — 84,7 %, в 1999 году было 71,3 %). Из 500 активных жителей работали 455 человек (245 мужчин и 210 женщин), безработных было 45 (20 мужчин и 25 женщин). Среди 90 неактивных 28 человек были учениками или студентами, 29 — пенсионерами, 33 были неактивными по другим причинам.